# Сехнуссах мак Колгген
Сехнуссах мак Колгген (Сехнассах мак Колгген; др.‑ирл. Sechnussach mac Colggen; умер в 746 или 747) — король Уи Хеннселайг (Южного Лейнстера) в 738—746/747 годах.

## Биография
Сехнуссах был одним из сыновей погибшего в 722 году Колку мак Брессайла, который в ирландских анналах упоминается как король Ард Ладранн, местности вблизи Гори. Он принадлежал к роду Уи Хеннселайг, владения которого находились в Южном Лейнстере. Его септ назывался Сил Хормайк.
Сехнуссах мак Колгген получил власть над Уи Хеннселайг в 738 году. Это произошло после того, как 19 августа в сражении при Ухбаде или Ат Сенайге (современном Баллишанноне) погиб его брат Аэд, владевший как престолом Уи Хеннселайг, так и титулом короля всего Лейнстера. Противником лейнстерцев в этом сражении, получившем название «Битвы стонов», был верховный король Ирландии Аэд Аллан из рода Кенел Эогайн. Сехнуссах не смог унаследовать после гибели брата также и лейнстерский престол, который перешёл к Муйредаху мак Мурхадо из Уи Дунлайнге.
О правлении Сехнуссаха мак Колггена в исторических источниках никаких сведений не сохранилось. Хотя он упоминается в списке правителей Уи Хеннселайг, сохранившемся в «Лейнстерской книге», здесь даже не сообщается о продолжительности его правления. В анналах смерть Сехнуссаха датируется 746 или 747 годом. Его преемником на престоле Уи Хеннселайг был Катал уа Кинаэда.